# Säynäjäjärvi (sjö i Suomussalmi, Kajanaland, Finland)
Säynäjäjärvi eller Säynäjärvi är en sjö i Finland. Den ligger i kommunen Suomussalmi i landskapet Kajanaland, i den centrala delen av landet, 500 km norr om huvudstaden Helsingfors. Säynäjäjärvi ligger 189,2 meter över havet. Arean är 62,2 hektar och strandlinjen är 3,56 kilometer lång. Sjön  ingår i Uleälvens huvudavrinningsområde.   I omgivningarna runt Säynäjäjärvi växer i huvudsak barrskog.